# Sex Gang Children
Sex Gang Children é uma banda inglesa de pós-punk do início dos anos 80, formada por Andi Sexgang (vocais), Dave Roberts (baixo), Terry MacLeay (guitarra) e Rob Stroud (bateria). Caracterizam-se pelo seu som original, com um baixo extremamente pesado e uma bateria sombria e repetitiva.
O nome da banda foi retirado de um conto de William Burroughs por Malcolm McLaren, produtor da banda.

## Discografia

### Álbuns
- Song and Legend, 1983
- Blind, 1992
- Medea, 1993
- Bastard Art, 2002
- Viva Vigilante!, 2013

### EP
- Beasts, 1982
- Sebastiane, 1983

### Ao vivo
- Naked - 1982
- Ecstasy and Vendetta Over New York, 1984
- Nightland, 1986
- Play with Children, 1992

### Compilações
- Re-enter the Abyss (The 1985 Remixes), 1985
- Empyre and Fall, 2001
- Beasts, 1986
- Dieche, 1993
- The Hungry Years, 1994
- Welcome to My World, 1998
- Pop Up, 1999
- Shout & Scream, 1999
- Demonstration, 2000
- Helter Skelter, 2001
- Fall: The Complete Singles , 2003

- Song and Legend, 2005